# ГЕС Cáoyútān
ГЕС Cáoyútān (槽渔滩水电站) — гідроелектростанція у центральній частині Китаю в провінції Сичуань. Знаходячись між ГЕС Guīdūfǔ (вище по течії) та ГЕС Gāofèngshān, входить до складу каскаду на річці Qingyi, яка приєднується ліворуч до Дадухе незадовго до впадіння останньої праворуч до Міньцзян (велика ліва притока Янцзи).
У межах проєкту річку перекрили бетонною греблею висотою 29 метрів та довжиною 797 метрів, яка утримує витягнуте на 11 км водосховище з об'ємом 27,2 млн м3 та нормальним рівнем поверхні на позначці 520 метрів НРМ.
Пригреблевий машинний зал обладнали трьома турбінами потужністю по 25 МВт, які використовують напір у 15,3 метра та забезпечують виробництво 343 млн кВт·год електроенергії на рік.